# 나주다시중학교
나주다시중학교(羅州多侍中學校)는 대한민국 전라남도 나주시 다시면 영동리에 있는 공립 중학교이다.

## 학교 연혁
- 1958년 10월 13일 : 도립 다시고등공민학교 개교
- 1964년 1월 17일 : 나주서중학교 설립 인가(3학급)
- 1964년 4월 27일 : 나주서중학교 개교 (초대 양호승 교장 취임)
- 1971년 1월 26일 : 나주다시중학교로 교명 변경
- 2024년 3월 1일 : 제22대 김근화 교장 부임
- 2025년 1월 9일 : 제59회 11명 졸업(총 9,130명) (고등공민학교 7회 477명, 중학교 59회 8,653명)

## 참고 자료
- 나주다시중학교 - 한국교육학술정보원 학교알리미